# Choristes elegans
Choristes elegans är en snäckart som beskrevs av Carpenter in Dawson 1872. Choristes elegans ingår i släktet Choristes och familjen Choristeidae. Inga underarter finns listade i Catalogue of Life.